# Old Harry’s Game
Old Harry’s Game ist eine englischsprachige humoristische Hörspielserie, die von Andy Hamilton geschrieben wurde. Hamilton führte ebenfalls Regie und spielte die Hauptfigur „Satan“.
Der Titel bezieht sich auf „Old Harry“, einen alten Namen des Teufels.

## Geschichte
Zwischen 1995 und 2001 strahlte die BBC vier Staffeln mit jeweils sechs halbstündigen Episoden aus. Im Dezember 2002 folgte ein zweiteiliges „Christmas Special“.
Die Aufnahmen für eine fünfte Staffel wurden aufgrund von Gesundheitsproblemen der Sprecher mehrfach verschoben, fanden aber schließlich im April 2005 statt. Der Radiosender BBC Radio 4 strahlte am 20. September 2005 die erste von vier neuen Episoden aus. Im Herbst des Jahres 2007 folgte eine sechste Staffel mit sechs Episoden.
Die Serie wird oft auf BBC Radio 7 wiederholt.
1998 wurde die Serie im Rahmen der British Comedy Awards als „Best Radio Comedy“ ausgezeichnet. Ein Teil der Episoden der Staffeln 1 bis 4 wurde auf Kassetten bzw. CDs veröffentlicht. Das „Christmas Special“, die fünfte und sechste Staffel und mittlerweile auch eine Neuauflage der ersten beiden Staffeln sind komplett auf CD erhältlich.

## Inhalt
Die Serie spielt hauptsächlich in der Hölle. Die Handlung wird um philosophische Diskussionen zwischen Satan und Professor Richard Wittingham (James Grout) herum aufgebaut.
Grundlegendes Thema ist Satans Ansicht, dass alle Menschen von Natur aus schlecht sind, die er durch Beispiele aus seinem Reich und der Welt der Lebenden untermauert. Der Professor versucht stets, ihn vom Gegenteil zu überzeugen, wobei Satan niemals seine eigene Niederlage eingesteht.
Ein anderes wiederkehrendes Thema ist das Leben der Ehefrau (präziser: der Witwe) Deborah des Professors. Satan nimmt den Professor mehrmals in die Welt der Lebenden mit, wo er Einfluss auf ihr Leben nimmt.
Die zweite menschliche Hauptfigur ist Thomas Quentin Crimp (Jimmy Mulville), ein skrupelloser Geschäftsmann, der sich zu Lebzeiten keine Gelegenheit entgehen ließ, um sich einen Vorteil zu verschaffen. Er verursachte den Autounfall, der ihm und dem Professor das Leben kostete.
Thomas dient Satan häufig als Beispiel für die Verdorbenheit der Menschen. Er bildet den Gegenpol zum idealistischen und optimistischen Professor, der nur aufgrund seines Atheismus in die Hölle kam.
Andere Figuren sind die Untergebenen des Teufels wie der Dämon Gary (Steven O’Donnell), Satans Assistent. In der 2. Staffel tritt der bedingungslos loyale, aber tollpatschige Scumspawn (Robert Duncan) dessen Nachfolge an.
Außerdem treten viele historische Persönlichkeiten auf, die alle aufgrund ihres Lebenswandels auf ewig in die Hölle verbannt wurden, wie etwa Nero, Leonardo da Vinci, Karl Marx, Königin Victoria oder Thomas Jefferson.
Als Titelmelodie wurde „Resurrection“ von Christopher Young verwendet. Das Stück stammt aus dem Soundtrack des Films Hellraiser – Das Tor zur Hölle.

## Episoden
- Erste Staffel
  - 1. Welcome to Hell (23. November 1995)
  - 2. Corruption (30. November 1995)
  - 3. Hero Worship (7. Dezember 1995)
  - 4. Appearances (14. Dezember 1995)
  - 5. Rebellion (21. Dezember 1995)
  - 6. Redemption (28. Dezember 1995)
- Zweite Staffel
  - 7. Assistant (7. April 1998)
  - 8. Chuckles (14. April 1998)
  - 9. Nero (21. April 1998)
  - 10. Computers (28. April 1998)
  - 11. G.U.T. (5. April 1998)
  - 12. Too Far (12. April 1998)
- Dritte Staffel
  - 13. This Thing Called Love (24. März 1999)
  - 14. Another Country (31. März 1999)
  - 15. A Four Letter Word (7. April 1999)
  - 16. The Reasonably Fantastic Journey (14. April 1999)
  - 17. The Beautiful Game (21. April 1999)
  - 18. The Final Reckoning (28. April 1999)
- Vierte Staffel
  - 19. Knowledge And Ignorance (29. März 2001)
  - 20. Beautiful England (5. April 2001)
  - 21. Health And Safety (12. April 2001)
  - 22. Poets Corner (19. April 2001)
  - 23. Sleep (26. April 2001)
  - 24. Beauty (3. Mai 2001)
- Christmas Special
  - 25. The Roll Of The Dice (31. Dezember 2002)
  - 26. Knocking On Heaven’s Door (1. Januar 2003)
- Fünfte Staffel
  - 27. Moral Leadership (20. September 2005)
  - 28. The Crusade (27. September 2005)
  - 29. Power Politics (4. Oktober 2005)
  - 30. I Blame The Media (11. Oktober 2005)
- Sechste Staffel
  - 31. Edith (27. September 2007)
  - 32. Discoveries (4. Oktober 2007)
  - 33. Murderers (11. Oktober 2007)
  - 34. Psychiatry (18. Oktober 2007)
  - 35. Investigation (25. Oktober 2007)
  - 36. Ginger (1. November 2007)
- Siebte Staffel
  - 37. Scamp (19. Februar 2009)
  - 38. Satan Junior (26. Februar 2009)
  - 39. Joan of Arc (5. März 2009)
  - 40. God (12. März 2009)
  - 41. Prospective Parents (19. März 2009)
  - 42. Return (26. März 2009)
- Christmas Special 2010
  - 43. Christmas Spirit (23. Dezember 2010)
  - 44. Ring in the New (30. Dezember 2010)

## BBC Audiobook-Veröffentlichungen
- Volume One – Staffel 1: Episoden 1, 5 und 6. Staffel 2: Episoden 7, 8 und 10.
- Volume Two – Staffel 3: Episoden 13, 14 und 15. Staffel 4: Episoden 20, 21 und 22.
- Complete Series 1 & 2 – Alle Episoden der ersten und zweiten Staffel
- Christmas Special – Episoden 25 und 26.
- Series Five – Alle Episoden der fünften Staffel.
- Series Six – Alle Episoden der sechsten Staffel.
- Series Seven – Alle Episoden der siebten Staffel.
- Complete Series 3 & 4 – Alle Episoden der dritten und vierten Staffel